# Австрало-Антарктичне підняття

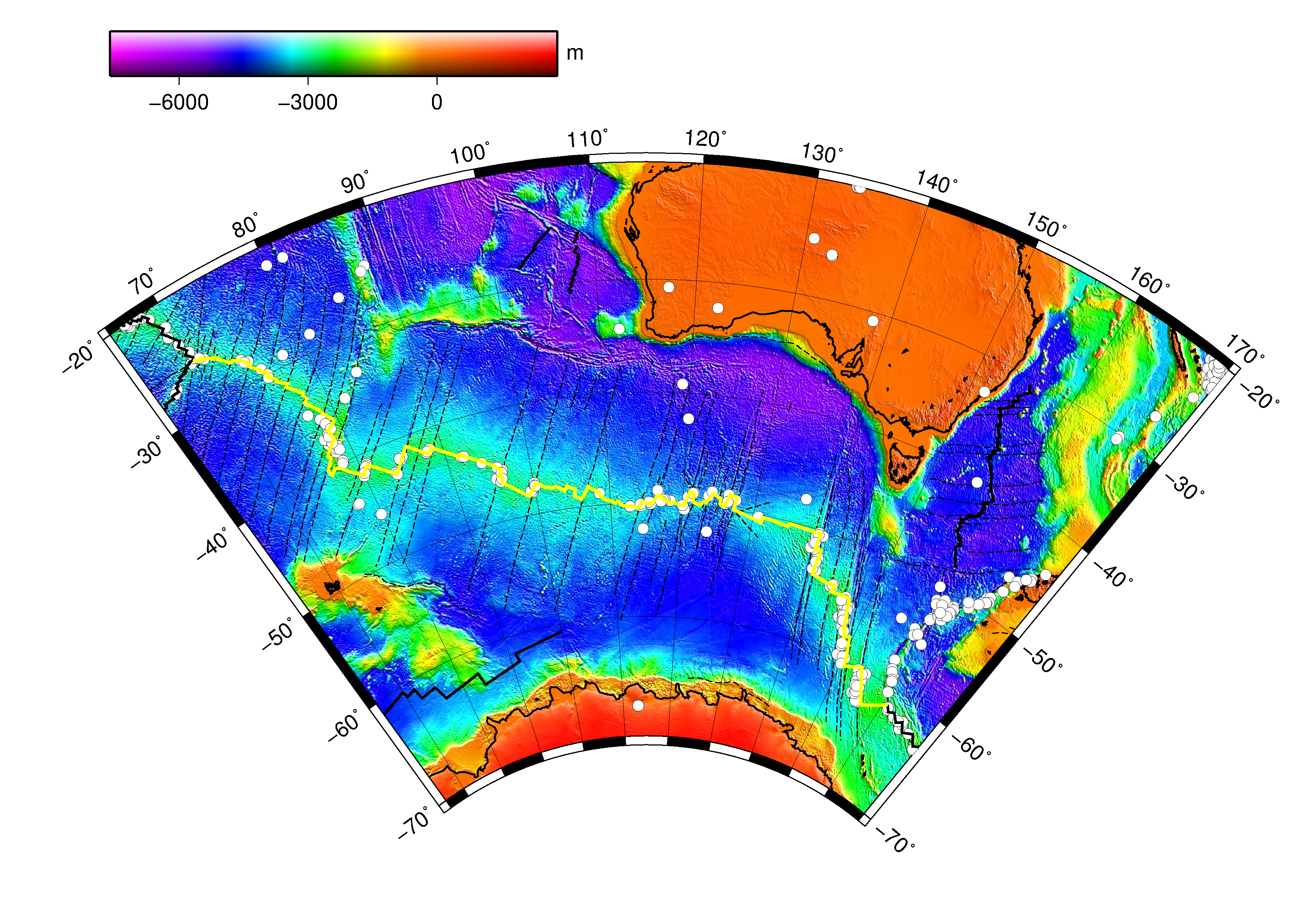
Південно-східний Індійський хребет (жовта лінія)

Австрало-Антарктична підняття, Південно-східний Індійський хребет  — підняття дна в південно-східній частині Індійського океану між 80 і 160 ° східної довготи, прямує від трійника Родрігес на півдні Індійського океану до трійника Маккуорі на південному заході Тихого океану. Є дивергентною границею між Антарктичною плитою й Індо-Австралійською платформою.
Австрало-Антарктичне підняття разом з Східно-Індійським хребтом утворюють кордон у східній частині Австрало-Азійського сегменту ложа Індійського океану.
Протяжність 6000 — 6500 км, середня ширина 500—550 км, максимальна ширина 800 км. Найменша глибина над гребенем 1145 м. У східній частині підняття знаходяться найбільш високі відмітки дна 1648 і 1689 м. Острови що здіймаються над поверхнею моря — Сен-Поль та Амстердам.
Осьова зона підняття представлена гірським рельєфом, місцями присутні «рифтові долини». Поверхня підняття покрита вапнякових алевритових-глинистими мулами.